# Running on Empty (chanson)
Singles de Jackson Browne
The Pretender
(1977) Stay / The Load-Out
(1978)
Running on Empty est une chanson de l'auteur-compositeur-interprète américain de rock Jackson Browne initialement publiée sur son album live Running on Empty, sorti sur le label Asylum Records en décembre 1977.
Sortie en single (sur le label Asylum Records) en janvier 1978, elle a atteint la 11e place du Hot 100 du magazine musical américain Billboard, passant en tout 17 semaines dans le chart.
En 2004, Rolling Stone a classé cette chanson, dans la version originale de Jackson Browne, 492e sur sa liste des « 500 plus grandes chansons de tous les temps ». (En 2010, le magazine rock américain a mis à jour sa liste, maintenant la chanson est 496e.)

## Composition
La chanson a été écrite par et l'enregistrement a été produit par Jackson Browne lui-même.